# 天理スタミナラーメン

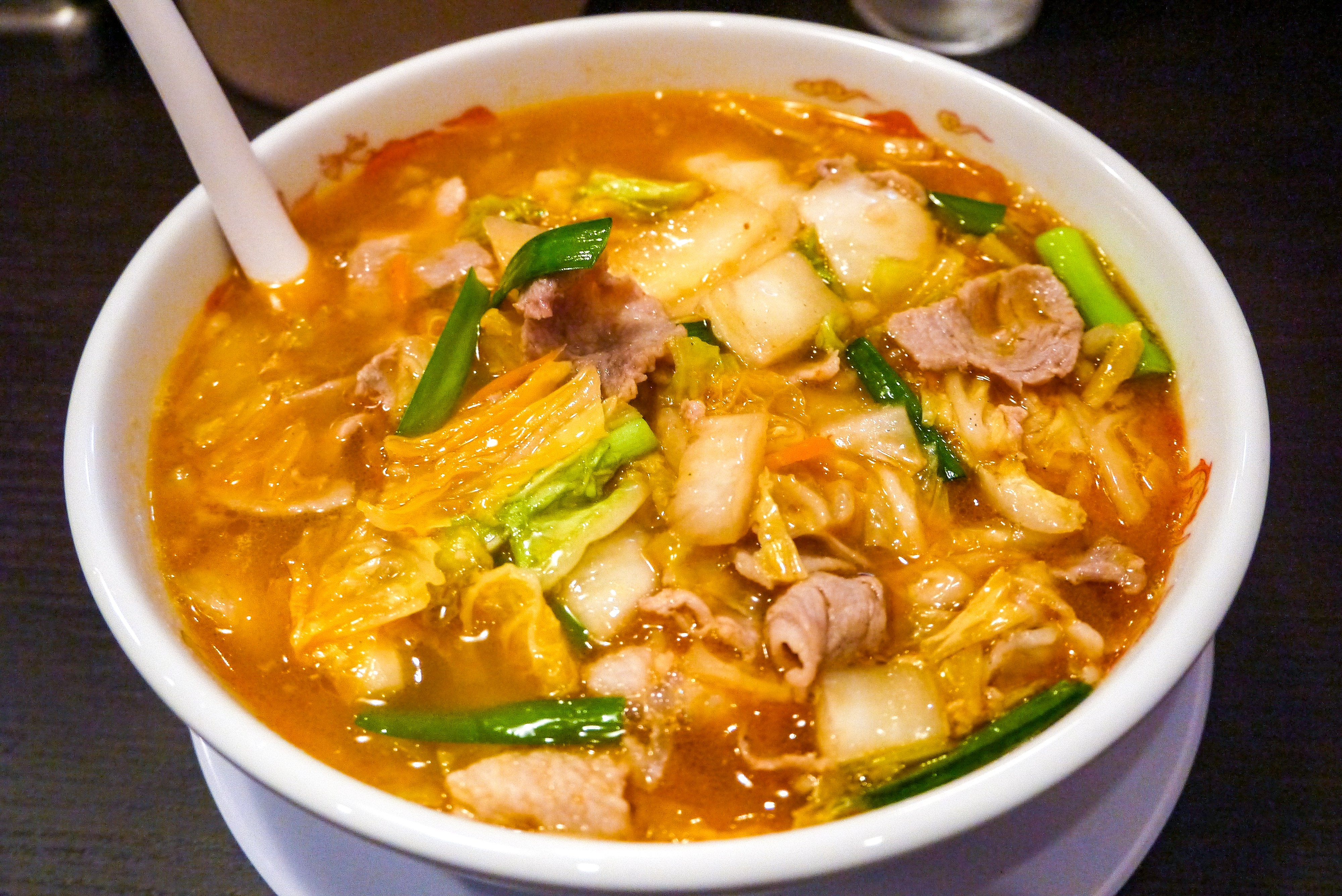
天理スタミナラーメン

天理スタミナラーメン（てんりスタミナラーメン）は、有限会社なかいが提供するラーメン、及び同社が運営するラーメンチェーン店名。奈良県天理市のご当地ラーメンとなっている「天理ラーメン」の一つである。略称は天スタ。

## 概要
奈良県内のラーメン店、定食店では「スタミナラーメン（スタメン）」をメニューに加えている店が多い。天理スタミナラーメンは奈良県内に2023年時点で10店舗を展開しており、県内では最も多いチェーン店である。なお、県内2位のチェーン店は「彩華」であり、7店舗。天理スタミナラーメンも彩華も、屋台を発祥としている。
スタミナラーメンの元祖は彩華であるとも言われている。しかし、1999年に有限会社なかいが「天理スタミナラーメン」および「天スタ」の商標登録を申請し、翌2000年にはこれが登録されたため、他店では「スタミナラーメン」の名称を使用できなくなったと言われている。
チェーン店としての「天理スタミナラーメン」はバンコクにも出店している。かつては東京にも1店舗（ドン・キホーテ新宿店）を出店していた（藤原光博がオーナーを務めていた）が、2016年8月29日に閉店した。

## 特徴
豚肉、白菜、ニラなどの具材をニンニクや豆板醤を用いてピリ辛に炒める。
トンコツ、または鶏ガラベースの醤油味のスープのラーメンに具として前述の炒めた具材を入れる。